# I. e. 179
Évszázadok: i. e. 3. század – i. e. 2. század – i. e. 1. század
Évtizedek: i. e. 220-as évek – i. e. 210-es évek – i. e. 200-as évek – i. e. 190-es évek – i. e. 180-as évek – i. e. 170-es évek – i. e. 160-as évek – i. e. 150-es évek – i. e. 140-es évek – i. e. 130-as évek – i. e. 120-as évek
Évek: i. e. 184 – i. e. 183 – i. e. 182 – i. e. 181 –  i. e. 180 – i. e. 179 – i. e. 178 – i. e. 177 – i. e. 176 – i. e. 175 – i. e. 174

## Események

### Róma
- Quintus Fulvius Flaccust és Lucius Manlius Acidinus Fulvianust választják consulnak. Mindketten Liguriát kapják működési területül. Q. Fulvius kisebb győzelmet arat a lázadó ligurok fölött.
- Tiberius Sempronius Gracchus praetor két nagy csatában legyőzi a hispániai lázadó keltibereket és elfoglalja legnagyobb városaikat. A keltiber törzsek leteszik a fegyvert, a felkelés véget ér.
- L. Villius néptribunus beterjesztésére elfogadják a törvényt, amely először határozza meg, hogy hány éves korban lehet megpályázni és elnyerni az állami tisztségeket (Cursus honorum).
- Marcus Fulvius Nobilior censor elkezdi Róma első kőhídjának, a Pons Aemiliusnak az építését.

### Hellenisztikus birodalmak
- Meghal V. Philipposz makedón király; állítólag bánatában mert kisebbik fiát, Démétrioszt a nagyobbik fiú, Perszeusz hamis vádjai miatt gyilkoltatta meg. Philipposz ezért ki akarta tagadni Perszeuszt, hogy rokonát, Antigonoszt nevezze meg utódaként. Halála után azonban Perszeusz gyors fellépésével elfoglalja a trónt és megöleti Antigonoszt.
- II. Eumenész pergamoni király legyőzi a pontoszi I. Pharnakészt, aki kénytelen békét kérni és feladni korábbi hódításait.

## Születések
- Tung Csung-su, kínai konfuciánus filozófus
- Liu An, kínai filozófus, Kao-cu császár unokája
- Szema Hsziang-zsu, kínai költő

## Halálozások
- V. Philipposz, makedón király

## Fordítás
- Ez a szócikk részben vagy egészben  a(z)   179 BC című angol Wikipédia-szócikk ezen változatának fordításán alapul.  Az eredeti cikk szerkesztőit annak laptörténete sorolja fel. Ez a jelzés csupán a megfogalmazás eredetét és a szerzői jogokat jelzi, nem szolgál a cikkben szereplő információk forrásmegjelöléseként.